# Napůl slušný návrh
Napůl slušný návrh (v anglickém originále Half-Decent Proposal) je 10. díl 13. řady (celkem 279.) amerického animovaného seriálu Simpsonovi. Scénář napsal Tim Long a díl režírovala Lauren MacMullanová. V USA měl premiéru dne 10. února 2002 na stanici Fox Broadcasting Company a v Česku byl poprvé vysílán 16. září 2003 na stanici ČT1.

## Děj
Marge je podrážděná, když ji Homerovo hlasité chrápání v noci budí. Doktor Dlaha jí doporučí drahou operaci, která by problém odstranila, ale když ho Homer požádá, aby ji provedl zdarma, znejistí. Zatímco Marge tráví noc u Patty a Selmy, aby se trochu vyspala, zaslechne ve zprávách, že její bývalý přítel ze střední školy, Artie Ziff, je nyní 5. nejbohatším mužem ve Spojených státech. V opilosti nadiktuje Patty a Selmě e-mail, jejž mají Artiemu odeslat, chce mu tak pogratulovat k úspěchu. Patty a Selma ale e-mail změní v sexuálně provokativní zprávu. 
Artie, který je Marge od střední školy hluboce posedlý, přiletí do Springfieldu a učiní Simpsonovým nabídku: milion dolarů, aby s Marge strávil víkend a ukázal jí, jaký by byl život, kdyby se vzali. Marge nakonec nabídku přijme, aby mohla zaplatit léčbu Homerova chrápání. Zpočátku se jí Artieho společnost líbí, ale během rekonstrukce jejich středoškolského plesu ji proti její vůli začne líbat. Když se Homer snaží vplížit na ples, vidí je, jak se líbají, a je zdrcen, aniž by znal přesné okolnosti. Rozzuřená Marge opustí Artieho a po návratu domů najde Homera pryč a nahraný vzkaz, že opustil Springfield s Lennym – podobně zoufalým ze vztahu s Carlem – a odjel pracovat na ropné pole. 
Při práci na ropné plošině v Západním Springfieldu Homer a Lenny omylem zapálí mraveniště. Plameny se rychle rozšíří a zapálí celou plošinu, čímž oba muže ohrozí na životě. Bart vypátrá, kde se Homer nachází, čímž znepokojí celou rodinu, protože Západní Springfield je smrtící past. Marge proto zavolá Artieho na pomoc, ten ji vyzvedne svou soukromou helikoptérou a letí do Západního Springfieldu zachránit Homera a Lennyho. Ti se nejprve zdráhají přijmout jeho pomoc, ale Artie uzná porážku a řekne Homerovi, že Marginu lásku by nikdy nezískal, ani kdyby měl celé jmění. Lenny je překvapen, že na palubě vrtulníku je i Carl. Spolu s Homerem se zachrání těsně před zřícením plošiny. 
Místo toho, aby Simpsonovým zaplatil milion dolarů, dá Artie Homerovi přístroj, který jeho chrápání přemění na uklidňující hudbu. Zařízení také umožňuje Artiemu sledovat Marge prostřednictvím skryté kamery a dodávat jí podprahové zprávy, aby ji přesvědčil, aby Homera opustila, což způsobí, že se Marge v šoku probudí.

## Produkce
Scénář k dílu napsal Tim Long a režírovala ho Lauren MacMullanová. Jako asistent režie MacMullanové působil Raymond Persi, jenž se později podle šéfa seriálu Ala Jeana stal jedním z „nejlepších stálých režisérů“ seriálu. Epizoda byla poprvé odvysílána 10. února 2002 na stanici Fox ve Spojených státech. Nápad na ni předložil James L. Brooks, který je jedním ze spolutvůrců a výkonných producentů seriálu. Navrhl díl, v němž se vrátí Artie Ziff a nabídne Homerovi milion dolarů výměnou za to, že stráví víkend s Marge a pokusí se ji přesvědčit, aby se s Homerem rozvedla. Chtěl také, aby epizoda parodovala film Neslušný návrh. Ziffovo bohatství bylo zjištěno v dílu 4. řady Nastrčená osoba, v níž vyšlo najevo, že se stal „smradlavým boháčem“. Kulisu epizody, v níž Homerovo chrápání nedá Marge v noci spát, navrhla Longova bývalá přítelkyně. Původně se v jednom místě dílu měla objevit pasáž, v níž Homer cestuje do Silicon Valley v prostoru pro kola letadla. Část byla založena na zprávě, kterou byli autoři Simpsonových „opravdu posedlí“. Epizoda byla jednou z prvních, která naznačovala, že Lenny a Carl mají intimní vztah. Toto odhalení si vysloužilo pozornost fanoušků seriálu, kteří se kvůli němu podle Jeana „velmi rozzlobili“.
Díl byl animován velmi komplikovaným způsobem. V audiokomentáři k epizodě na DVD režisérka MacMullanová uvedla, že několik pasáží v dílu „sahalo příliš daleko“ na to, aby mohl být animační proces „správně sestaven“. Jako jeden z příkladů uvedla scénu, ve které Marge vzpomíná na Ziffovo napadení z dílu Takoví jsme byli. Ziffovo napadení je zobrazeno jako ruce natahující se po Marge a bylo sestaveno MacMullanovou v postprodukci. Hned poté, co Marginy sestry Patty a Selma pošlou Ziffovi e-mail, je cesta e-mailu důmyslně znázorněna „cestou po počítačových drátech“. MacMullanová prohlásila, že i když jí scéna připadala „nelogická“, tvrdila, že byla „udělána s velkým úsilím“. Protože postavy na Ziffově plese musely nosit oblečení ve stylu 70. let, animátoři byli nuceni vymyslet nové návrhy oblečení postavy. Několik návrhů nakreslil Ron Hauge, bývalý scenárista Simpsonových, který byl po mnoho let zodpovědný za koordinaci návrhů postav v seriálu. Tanec, který Ziff předvádí na plese, navrhla MacMullanová a místo plesu bylo nakresleno na základě referenčních fotografií. Scéna v epizodě ukazuje Homera a Lennyho, jak se podepisují, že se stanou ropnými dělníky. Manažer, který jim podává sponku, kouří a MacMullanová původně navrhla, aby manažer „típnul zapálenou cigaretu do (vedlejšího) kanystru s olejem a ustřelil si druhou ruku“. Tento nápad přednesla Jeanovi, který odpověděl: „To bych nedělal.“. Složitý a zdlouhavý animační proces epizody byl tak namáhavý, že vedl animátory Simpsonových k tomu, že začali MacMullanové říkat „Lauren MacMultiplane“.
V dílu se vrátil Artie Ziff a poprvé od epizody 2. řady Takoví jsme byli ho ztvárnil americký komik Jon Lovitz. Přestože se Ziff objevil i v epizodě 4. řady Nastrčená osoba, Lovitz nebyl během natáčení dílu k dispozici a postavu namísto něj namluvil Dan Castellaneta, který je jedním z hlavních dabérů seriálu. Jean uvedl, že Lovitz, jenž v Simpsonových již dříve namluvil řadu postav, je jednou z „oblíbených hostujících hvězd“ štábu. V dílu se také poprvé a zatím naposledy objevil baron von Kissalot. V epizodě je Marge účtováno 912 dolarů za jízdu taxíkem zpět do Springfieldu. Sarkasticky řekne taxikáři, aby účet poslal baronu von Kissalotovi, z něhož se vyklube skutečná osoba. Tato postava, kterou navrhl bývalý vedoucí seriálu David Mirkin a kterou ztvárnil Castellaneta, se stala jednou z nejoblíbenějších postav scenáristů a režisér animace seriálu Jim Reardon ji označil za nejoblíbenější vtip celé řady. Castellaneta také namluvil pár mravenců, kteří jsou zapáleni v ropné věži. Štáb Simpsonových debatoval o tom, zda mravenci budou mluvit, nebo zda vůbec budou vydávat nějaké zvuky, přičemž spolutvůrce seriálu Matt Groening s jejich hlasem obzvláště váhal.

## Kulturní odkazy
Název, stejně jako premisa epizody, vychází z dramatického filmu Neslušný návrh z roku 1993 a volně navazuje na děj filmu. Kanál BHO je odkazem na skutečnou televizní síť HBO. Vočkova věta „On (Artie Ziff) je jako špion v domě Vočka.“ vychází z románu Anaïs Ninové Špion v domě lásky. Ples v Ziffově sídle odkazuje na scénu z 2. řady z dílu Takoví jsme byli, v níž Marge se Ziffem tančila. V domnění, že se Marge a Ziff vezmou, Homer říká, že se v důsledku toho „nikdy nenarodí“, což je podobný problém, jakému čelil Marty McFly ve filmu Návrat do budoucnosti. Komiksák má ve svém pokoji několik předmětů ze série Hvězdné války, včetně povlečení, obrázků a panenky Jar Jar Binkse.
Během snídaně, poté, co Marge prožila bezesnou noc, naservíruje hromadu palačinek Líze, jež z hromady vytáhne sirupem umazaný výtisk časopisu Time s nápisem „AOL Rules“ na titulní straně. Jde o odkaz na nešťastnou fúzi AOL a Time Warner, k níž došlo rok předtím. Televizní pořad Sex ve městě je parodií na stejnojmenný seriál. Když Marge odchází s Artiem, vidí, že Homer napsal slova „Keep Your Clothes On“ jako přímý odkaz na finále seriálu M*A*S*H, díl Nashledanou, sbohem a amen. Na videu, které Homer nahrál pro Marge, drží Homer dvě hračky; tou v levé ruce je Funzo, fiktivní hračka, která se poprvé objevila v epizodě 11. série Hračka snů. Smyšlená oblast Západní Springfield je vytvořena podle vzoru amerického státu Texas. Scéna, v níž Homer a Lenny cestují do Západního Springfieldu, je odkazem na poslední scénu dramatického filmu Půlnoční kovboj z roku 1969. Hudba ze scény je také vytvořena tak, aby připomínala znělku ze zmíněného filmu. Pasáž, v níž Homer a Lenny pracují na ropné plošině, je odkazem na film Malé životní etudy z roku 1970. Píseň, kterou na konci epizody produkuje Artieho vynález, je „Sweet Dreams (Are Made Of This)“, původně od Eurythmics.

## Vydání
V původním americkém vysílání 10. února 2002 získal díl podle agentury Nielsen Media Research rating 7,1, což znamená přibližně 7,5 milionu diváků. V týdnu od 4. do 10. února 2002 se epizoda umístila na 36. místě ve sledovanosti. Dne 24. srpna 2010 byl díl vydán jako součást DVD a Blu-ray setu The Simpsons: The Complete Thirteenth Seasonu. Na audiokomentáři k epizodě se podíleli Al Jean, Ian Maxtone-Graham, Matt Selman, Tim Long, Dan Castellaneta, Lauren MacMullanová, Matt Warburton a James Lipton.
Šest let po původním odvysílání dílu dal Robert Canning z IGN epizodě známku 9/10 a označil ji za „úžasnou“, zvláště se mu líbil Lovitzův výkon Artieho Ziffa, jejž označil za „dokonalý“, a jedna z jeho oblíbených hlášek „vyniká“ díky Lovitzovu „skvělému podání“. Canningovi se také líbila scéna na maturitním plese i naznačený intimní vztah Lennyho a Carla, který označil za „naprosto nečekanou lahůdku“. Epizodu shrnul jako „špičkovou“ a napsal: „Psaní bylo chytré a sevřené a místo béčkového děje byla půlhodina vyplněna řadou skvělých nahozených gagů. (…) Je pravda, že jsme možná nikdy nečekali, že Artieho Ziffa znovu uvidíme, ale díl byl vítaným a velmi vtipným návratem.“.
V lednu 2010, po skončení 20. řady Simpsonových, vybral IGN díl jako nejlepší epizodu 13. řady a po vydání 30. řady na DVD ji recenzent R. L. Shaffer „z dobrého důvodu“ označil za jeden z „klenotů řady“.
Michael Hikcerson ze Slice of SciFi a Rosie Fletcherová z Total Film považovali epizodu za jeden z nejlepších dílu série, přičemž Fletcherová ji označila za „vynikající“.
Casey Broadwater ze serveru Blu-ray.com díl rovněž ohodnotil kladně a označil jej za „silnou epizodu zaměřenou na postavy“.
Colin Jacobson z DVD Movie Guide však epizodu ohodnotil smíšeně a označil ji za „průměrnou“. Ačkoli pochválil Lovitzův návrat v roli Ziffa a nepovažoval ji za jeden z nejhorších dílů řady, Jacobson ji kritizoval za to, že „nemá moc šmrnc“.
Ron Martin ze serveru 411Mania napsal negativní recenzi a označil díl za „každoroční, jen pokaždé s jinými pokušiteli“.
Adam Rayner z Obsessed with Film kritizoval odkazy dílu na film Neslušný návrh a označil jej za „vykrádačku“ tohoto filmu, navíc uvedl, že epizoda „dokáže být horší než ten hrozný film“.
Nate Boss z Project-Blu také kritizoval podobnost epizody s Neslušným návrhem a označil ji za „pozdní“. Konkrétně napsal: „Stejně jako South Park napodobuje WWE ve své 13. řadě, tedy asi 12 let po tom, co se dostal na vrchol své slávy, Simpsonovi natočí díl na téma Neslušného návrhu.“. Boss také díl označil za „přehrávaný“ a v souvislosti s Artiem Ziffem jej kritizoval za to, že má „nevtipné postavy, které se objevují mnohem častěji, než by měly“.
V komentáři k epizodě na DVD Jean obhajoval rozhodnutí scenáristů Simpsonových založit příběh epizody na filmu Neslušný návrh, a to osm let po jeho uvedení do kin. Argumentoval tím, že než zesměšňovat aktuální film, jenž bude stejně parodován v jiných televizních pořadech, je „zajímavější“ natočit díl založený na příběhu, který „lidé nemusejí znát“.